# Portugalophis
Portugalophis is een geslacht van de oudst bekende uitgestorven slangensoorten. Het dateert uit het Boven-Jura, tussen 155,7 en 150,8 miljoen jaar geleden. 
De fossiele resten werden ontdekt in een lacustriene bruinkoolafzetting in de Alcobaça-formatie, nabij de stad Leiria, Portugal.
In 1994 wees Susan E. Evans een kaak gevonden in de bruinkoolmijn van Guimarota toe aan een Parviraptor cf. estei. In 2015 benoemden Caldwell, Nydam, Palci en Apesteguia de soort Portugalophis lignites. De geslachtsnaam verbindt een verwijzing naar Portugela met het Grieks ophis, 'slang'. De soortaanduiding verwijst naar de bruinkool.
Het holotype is MG-LNEG 28091, een linkerbovenkaaksbeen. Het paratype is MG-LNEG 28100, een stuk linkerbovenkaaksbeen.